# Ainzón
Ainzón là một đô thị ở tỉnh Zaragoza, Aragon, Tây Ban Nha. Theo điều tra dân số 2004 của Viện thống kê Tây Ban Nha (INE), đô thị này có dân số là 1.229 người. Diện tích đô thị này là 40 ki-lô-mét vuông. Đô thị này nằm ở độ cao 428 m trên mực nước biển.

## Biến động dân số
| Biến động dân số giữa giai đoạn 1991 và 2004 | Biến động dân số giữa giai đoạn 1991 và 2004 | Biến động dân số giữa giai đoạn 1991 và 2004 | Biến động dân số giữa giai đoạn 1991 và 2004 |
| -------------------------------------------- | -------------------------------------------- | -------------------------------------------- | -------------------------------------------- |
| 2004                                         | 2001                                         | 1996                                         | 1991                                         |
| 1229                                         | 1235                                         | 1221                                         | 1226                                         |